# Torgny Wickman
Torgny Wickman, född 22 april 1911 i Lund, död 24 september 1997 i Flodafors, var en svensk filmregissör, fotograf och sångtextförfattare. Han var även verksam under pseudonymen Jon York. 

## Karriär
Torgny Wickman var son till fredsagitatorn Albert Wickman och Silva, ogift Sundberg. Han redigerade Olympiad i vitt (1948) och gjorde spelfilmsdebut med kriminalfilmen Flicka utan namn, fortsatte med En natt på Glimmingehus (1954) där Edvard Persson medverkade och Blockerat spår (1955). Han arbetade därefter med reklam och kortfilm fram tills han regisserade Eva – den utstötta (1969) följt av en rad pornografiska filmer.

## Familj
Han var 1935–1947 gift med Ci Lindahl (1912–1974), dotter till civilingenjören Sune Lindahl och författaren Carin Lindskog samt omgift med Åke B.V. Rydén. Åren 1947–1956 var han gift med journalisten Marianne Höök (1918–1970), 1957–1970 med Inga-Lill Lindqvist (1925–2009) och 1970 med kläddesignern Inga "Klinga" Kristoffersson (1943–2018).

## Filmografi

### Regi (i urval)
- 1948 – Olympiad i vitt
- 1954 – Flicka utan namn
- 1954 – En natt på Glimmingehus
- 1955 – Blockerat spår
- 1969 – Ur kärlekens språk
- 1969 – Eva – den utstötta
- 1970 – Skräcken har 1000 ögon
- 1970 – Mera ur Kärlekens språk
- 1970 – Kyrkoherden
- 1971 – Lockfågeln
- 1971 – Kärlekens XYZ
- 1972 – Kärlek – så gör vi. Brev till Inge och Sten
- 1973 – Anita – ur en tonårsflickas dagbok
- 1974 – Inkräktarna
- 1977 – Ta mej i dalen

### Manus (i urval)
- 1969 – Eva – den utstötta
- 1970 – Skräcken har 1000 ögon
- 1970 – Mera ur Kärlekens språk
- 1970 – Kyrkoherden
- 1972 – Kärlek – så gör vi. Brev till Inge och Sten
- 1973 – Anita – ur en tonårsflickas dagbok
- 1974 – Inkräktarna
- 1977 – Ta mej i dalen

### Roller
- 1955 – Blockerat spår - predikanten
- 1973 – Anita – ur en tonårsflickas dagbok - sexklubbsbesökare
- 1974 – Inkräktarna - reporter